# Vai
Vai är en folkgrupp inom mande som finns i nordvästra Liberia och sydöstra Sierra Leone. Vai är kända för sitt inhemska syllabiska skriftsystem, ꕙꔤ ꕺꖃ ꘊꔧꕯ (vai-skrift), som utvecklades under 1830-talet av Momolu Duwalu Bukele och andra stamäldste. Det anses vara det första inhemska subsahariska skriftsystemet. Det finns cirka 200 olika stavelsetecken. Under 1800-talet blev läskunnigheten i skriftspråket utbredd, men minskade under 1900-talet, bland annat som en följd av att de kristna missionsskolorna arbetat för en mer brittisk utbildning. 
Vai-folkets språk kallas även det vai och är ett mandespråk. I dagsläget har språket en hotad status då många övergivit det till förmån för omgivande metropolers språk.

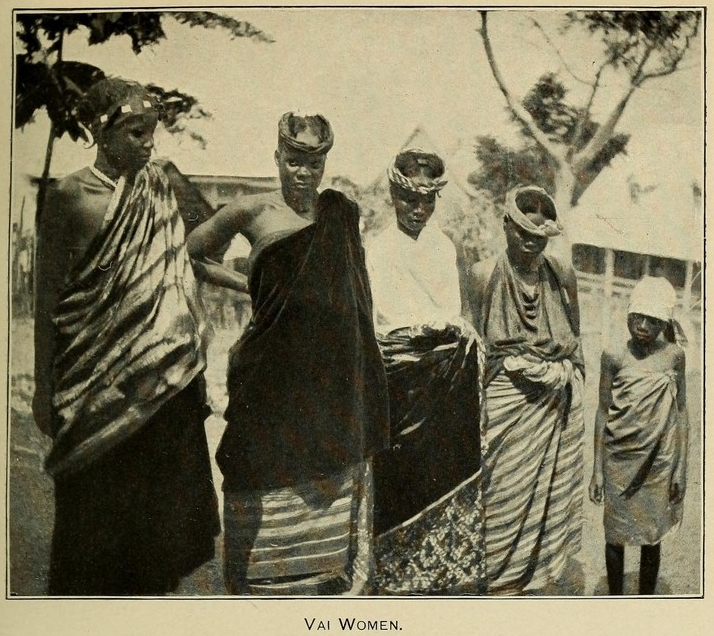
En grupp vai-kvinnor och flickor, år 1907.

## Historia
Den tidigaste skriftliga dokumentationen av folkgruppen kommer från holländska köpmän och är från första hälften av 1700-talet. Det talas om en politisk grupp nära Cape Mount i nuvarande Liberia. Vaifolket bosatte sig troligen där som en migrantgrupp från Mali-riket i mitten av 1500-talet. Enligt muntlig tradition leddes de av bröderna Fábule och Kīatámba när de erövrade landet ner till kusten.
Från första bosättningen fram till att Momolu Massaquoi blev avsatt av den brittiska kolonialmakten i Sierra Leone hade vaifolket en monarki. Monarkin bestod framför allt av ätten Massaquoi, med underordnade lokala kungar, en funktion som i dagens Liberia fylls av en "landskapspresident" (ɓóló kuŋ manja). Denne väljs av de traditionella ledarna utanför det demokratiska systemet. 

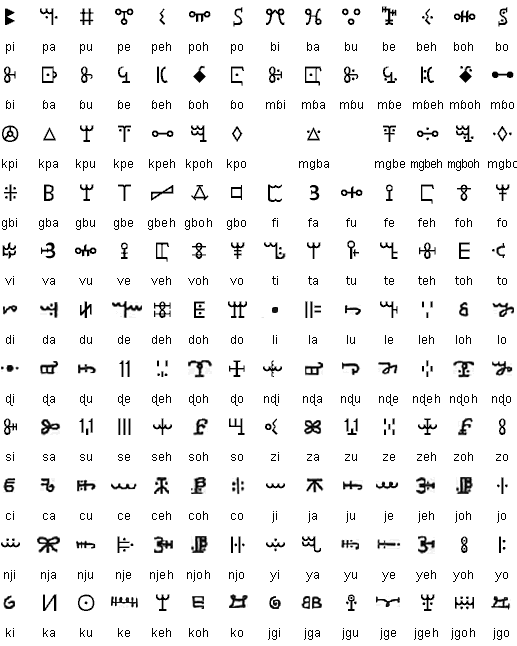
Vaiskrift.

## Religion och tro
Den mest utbredda religionen hos vai är Islam, som i århundraden har influerat samhället, och en växande minoritet är kristen. Dessa samexisterar dock med en förislamsk tro på det övernaturliga med schamanistiska inslag.   

## Kända vai
- Momolu Duwalu Bukele, uppfinnare av vai-skriftspråket i början av 1830-talet.
- Momulu Massaquoi (1870–1938), den siste kungen över vairiket, liberiansk politiker och generalkonsul i Tyskland.
- Fatima Massaquoi (1912–1978), banbrytande pedagog i Liberia, författare till The Autobiography of an African Princess.
- Hans-Jürgen Massaquoi (1926–2013), med blandad liberiansk vai och tysk härkomst, växte upp som icke-arisk i nazityskland för att senare bli journalist i USA.
- Ruth Perry (född 1939), tidigare president i Liberia.